# Єфремов Дмитро Васильович
Дмитро Васильович Єфремов (нар. 2 листопада 1900, місто Санкт-Петербург, тепер Російська Федерація — 27 листопада 1960, місто Москва) — радянський діяч, міністр електропромисловості СРСР. Кандидат у члени ЦК КПРС у 1952—1956 роках. Канддат технічних наук (1941), професор (1933).

## Життєпис
Народився в родині зубного техніка.
У 1918—1921 роках — вчитель фізики 13-ї Петроградської гімназії; десятник-кресляр і виконавець робіт на будівництві залізничної лінії Петроград — Рибінськ; старший технік та завідувач відділу обладнання будівництва залізничної лінії Александров-Гай — Емба.
У 1924 році закінчив Ленінградський політехнічний інститут.
З 1924 році працював на заводі «Електросила» в місті Ленінграді; інженер-проєктувальник, завідувач електромеханічної лабораторії, завідувач бюро досліджень, начальник технічного відділу.
У 1938—1941 роках — під слідством в органах НКВС СРСР, виконував роботу керівника групи досліджень — начальника лабораторії при головному інженері 40-го відділу заводу «Електросила» імені Кірова в Ленінграді. У липні 1941 року звільнений.
У липні 1941 — травні 1947 року — головний інженер, заступник директора Ленінградського заводу «Електросила» імені Кірова. Одночасно працював завідувачем кафедри Ленінградського політехнічного інституту. У 1945—1946 роках — начальник Особливого конструкторського бюро.
Член ВКП(б) з 1943 року.
У травні 1947 — квітні 1948 року — заступник міністра електропромисловості СРСР — начальник Технічного управління і голова Науково-технічної ради Міністерства електропромисловості СРСР, одночасно редактор журналу «Вісник електропромисловості».
У квітні 1948 — 2 квітня 1951 року — 1-й заступник міністра електропромисловості СРСР.
2 квітня 1951 — 5 березня 1953 року — міністр електропромисловості СРСР.
У березні 1953 — квітні 1954 року — 1-й заступник міністра електростанцій і електропромисловості СРСР.
У квітні 1954 — 1956 року — заступник голови Бюро з хімії та електроенергетиці при Раді міністрів СРСР.
У 1945—1960 роках — заступник начальника Головного управління із використання атомної енергії при Раді міністрів СРСР.
Автор наукових праць в галузі електромашинобудування.
Помер 27 листопада 1960 року в Москві. Похований на Новодівочому цвинтарі Москви.

## Звання
- військовий інженер ІІ-го рангу

## Нагороди
- три ордени Леніна
- два ордени Трудового Червоного Прапора
- орден «Знак Пошани»
- медалі
- Ленінська премія (1959) — за створення синхрофазотронів на 10 000 000 000 еВ
- Сталінська премія І ступеня (1946) — за створення парової турбіни генератора потужністю 100 тисяч л. с., частотою 10 000 об/хв, встановлених на ТЕЦ
- Сталінська премія ІІІ ступеня (1948) —  за створення турбогенератора потужністю 100 тис. КВт при 3000 об/хв з водневим охолодженням
- Сталінська премія (1952)
- Сталінська премія І ступеня (1953) — за розробку і впровадження в промисловість електромагнітного методу поділу ізотопів і отримання цим методом літія